# バナナマンのブログ刑事
『バナナマンのブログ刑事』（バナナマンのブログでか）は2009年7月7日から2012年9月25日まで東海テレビで放送されていた深夜バラエティ番組。バナナマンの冠番組である。後継番組はバナナ塾で出演者も同じ。

## 概説
芸能人ブログの健全化を目指し、バナナマンの2人が「ブログ刑事」に扮して有名人のブログに書かれた内容に嘘や偽りがないか検証する。
- 番組内では有罪は「クロ」、無罪は「シロ」と表現される。その他に、「保留」「更生プラン」「該当者なし」などがある。

「クロ」と判定された場合、ブログ上での謝罪文、坊主、日村刑事へのキス　のいずれかを容疑者自身が選択する。
「シロ」と判定された場合、日村刑事から謝罪の土下座を受ける。
主に東京で撮影するものの、理由は不明だが、東海テレビが所属するFNSのキー局であるフジテレビでの放送実績がない。
バナナマンと大島麻衣は、この番組から「キテるにハマる!課外授業 バナナスクール2」（2018年3月28日終了）まで約8年8ヶ月に渡って共演を続けていく事となる。

## 出演者
- バナナマン（日村勇紀・設楽統）
- 大島麻衣

## スペシャル特番
『バナナマンのブログ刑事プレゼンツ・デブ芸人アスリートNo.1決定戦・第一回 動けるデブリンピック』 2012年7月5日12:50 - 1:45 (JST)放送 。
- 設楽統（バナナマン）、大島麻衣の司会進行の元、渡辺直美、大地洋輔（ダイノジ）、バービー（フォーリンラブ）、クロちゃん（安田大サーカス）、長友光弘（響）、日村勇紀（バナナマン）の中から、芸人界のNO.1動けるデブを決定する企画。

『バナナマンのブログ刑事・特別捜査官と人気ブロガーを一斉検挙スペシャル!!』2010年5月22日12:00 - 12:55 (JST)放送 。
- 出演者はバナナマンと大島麻衣のほか、特別捜査官として吉田たかよし（医学博士）、高木美也子（科学者）、晴香葉子（心理学者）が出演。内容はレギュラー放送と同様だがそれに加え特別審査官が容疑者の深層心理や潜在意識を解説するというものだった。

| 放送日        | ゲスト           | 罪名                          | 調査結果 |
| ------------- | ---------------- | ----------------------------- | -------- |
| 2010年5月22日 | 北斗晶           | 脳が昭和で止まっちゃってる罪  | 無罪     |
| 2010年5月22日 | ケンドーコバヤシ | うわっつら変態罪              | 有罪     |
| 2010年5月22日 | はるな愛         | はるな愛のブログつまんね〜罪2 | 有罪     |
| 2010年5月22日 | 辻希美           | 全部なりたがり罪              | 有罪     |

## お約束
- 「シロ」「クロ」の判定、及び「更生プラン」の講師として頻繁に呼ばれる専門家を「ブログ刑事ファミリー」と呼んでいる。なお、これら殆どのメンバーたちは後継番組の「バナナ塾」「バナナスクール（及びバナナスクール2）」にも引き続き出演しており、「バナナスクール2」の最終回には以下の大半のメンバーが集結した。

主なファミリーメンバー
赤坂ラーメン・佐藤社長
フルコンタクト合気道師範・藤崎天敬（護身術担当）
おかざきなな（セクシー担当）- ※「ブログ刑事」～「バナナスクール2」まで通算15回出演しており、ファミリーメンバーの中では最多出演を誇る。
桜川ひめこ（萌え担当）
宇宙村・景山村長（UFO担当）
十文字幻斎（催眠術担当）
松井美智子・東海テレビアナウンサー（特別企画の司会・東海テレビ本社からの使者）

## ネット局と放送時間
| 放送対象地域   | 放送局                | 系列                          | 放送日時                | 備考                  |
| -------------- | --------------------- | ----------------------------- | ----------------------- | --------------------- |
| 中京広域圏     | 東海テレビ（THK）     | フジテレビ系列                | 火曜24時40分 - 25時10分 | 制作局                |
| 近畿広域圏     | 関西テレビ（KTV）     | フジテレビ系列                | 月曜26時35分 - 27時08分 | 2011年4月11日放送開始 |
| 長野県         | 長野放送（NBS）       | フジテレビ系列                | 月曜25時05分 - 25時35分 | 2011年4月4日放送開始  |
| 静岡県         | テレビ静岡（SUT）     | フジテレビ系列                | 金曜25時26分 - 25時56分 | 2010年4月1日放送開始  |
| 福島県         | 福島テレビ（FTV）     | フジテレビ系列                | 木曜24時45分 - 25時15分 |                       |
| 長崎県         | テレビ長崎（KTN）     | フジテレビ系列                | 金曜25時05分 - 25時35分 |                       |
| 北海道         | 北海道文化放送（UHB） | フジテレビ系列                | 金曜25時20分 - 25時50分 | 2011年4月8日放送開始  |
| 広島県         | テレビ新広島（TSS）   | フジテレビ系列                | 金曜25時05分 - 25時35分 | 2011年4月22日放送開始 |
| 大分県         | テレビ大分（TOS）     | フジテレビ系列 日本テレビ系列 | 金曜25時58分 - 26時28分 | 2011年10月7日放送開始 |
| 宮城県         | 仙台放送（OX）        | フジテレビ系列                | 金曜26時05分 - 26時35分 | 不定期→レギュラー     |
| 島根県・鳥取県 | 山陰中央テレビ（TSK） | フジテレビ系列                | 土曜25時05分 - 25時35分 |                       |
| 新潟県         | 新潟総合テレビ（NST） | フジテレビ系列                | 日曜25時05分 - 25時35分 |                       |
| 福岡県         | テレビ西日本（TNC）   | フジテレビ系列                | 火曜26時00分 - 26時30分 | 不定期→レギュラー     |
| 鹿児島県       | 鹿児島テレビ（KTS）   | フジテレビ系列                | 火曜25時08分 - 25時38分 | 2012年4月3日放送開始  |
| 岡山県・香川県 | 岡山放送（OHK）       | フジテレビ系列                | 土曜25時05分 - 25時35分 | 2012年4月7日放送開始  |
| 富山県         | 富山テレビ（BBT）     | フジテレビ系列                | 月曜25時45分 - 26時15分 | 2012年4月9日放送開始  |

備考
1. ^放送開始から2010年12月までは24時35分-25時05分に放送。2011年1月11日放送分から5月31日放送分までは24:35〜24:40の間に番宣番組「このあとブログ刑事」を放送していた。
2. ^2011年4月18日より、『どぉーだ!Presents タカトシ牧場』（北海道文化放送）に替わって、地方局番組枠『レットわ〜く!』の第1部として放送。同年10月17日からは同枠の第3部に移動。2012年9月24日の放送をもってネット終了。
3. ^2012年9月までは、土曜25時35分 - 26時05分の時間帯で放送。
4. ^それ以前の関連事項としては、スペシャル特番『バナナマンのブログ刑事・特別捜査官と人気ブロガーを一斉検挙スペシャル!!』が 2010年8月2日 24:50-25:45 に放送された経緯がある。
5. ^放送される回が5月まで順不同となっていた。（例:東海テレビ他で2012年2月28日に放送された福田彩乃の回よりも2012年4月10日に放送された仁科仁美の回の方が先に放送された等。）
6. ^2012年6月6日の現時点に於いて、番組公式ブログでは富山テレビで2012年4月から放送が開始された事が表記されていない。（テレビ西日本、鹿児島テレビ、岡山放送での放送開始に関しては表記されている。）

### 不定期放送
- 青森朝日放送
- 岩手めんこいテレビ
- さくらんぼテレビ
- テレビ神奈川
- 石川テレビ
- テレビ熊本

## スタッフ
- 構成：木南広明、成瀬正人
- TD/AUD：藤田勝巳
- VE：田辺拓弥、渋谷岳彦
- CAM：古俣智則、澤田基宏
- EED：宮原明男、木戸利彦
- MA：伊藤剛
- CG：前川陽介
- 音効：岡沢秀二
- 企画協力：ポニーキャニオン
- 技術協力：八峯テレビ、オムニバス・ジャパン
- デスク：八木美香、山澤佳代子
- AP：小澤慧里子
- AD：阿部祐也、坂齊大輔、貝賀奈津美、福井ひと美、渡辺康史、高橋鮎子、山崎一幸
- ディレクター：井上充、坂本篤、山口博、若松芳行、田上晃一/阿部裕一郎、小松利光、川崎敬
- 総合演出：有田武史
- プロデューサー：石岡茂雄
- チーフプロデューサー：佐野雅彦
- 制作協力：D:COMPLEX
- 制作著作：東海テレビ放送

### 過去のスタッフ
- VE：坂池一則
- CAM：村上信介
- EED：原正樹
- MA：山下諒
- デスク：小鹿知未
- AP：岡本舞、山ノ辺紀子、中野加奈子

## リリース作品

### DVD
全てポニーキャニオンから発売
1. 2010年1月20日
2. 2010年3月17日
3. 2010年5月19日
4. 2011年4月6日
5. 2011年4月6日
6. 2011年4月6日
7. 2012年7月8日
8. 2012年7月8日
9. 2012年12月5日
10. 2012年12月5日

- バナナマンのブログ刑事3枚組DVD-BOX(VOL.4,VOL.5,VOL.6)（2011年4月6日）
- バナナマンのブログ刑事2枚組DVD-BOX(VOL.7,VOL.8)（2012年7月8日）
- バナナマンのブログ刑事2枚組DVD-BOX(VOL.9,VOL.10)（2012年12月5日）

### その他
- ブログ刑事マフラータオル
- ブログ刑事特製バリケードテープ
- バナナマンのブログ刑事Tシャツ（色：ピンク、黄、黒、白）